# Aleutiska

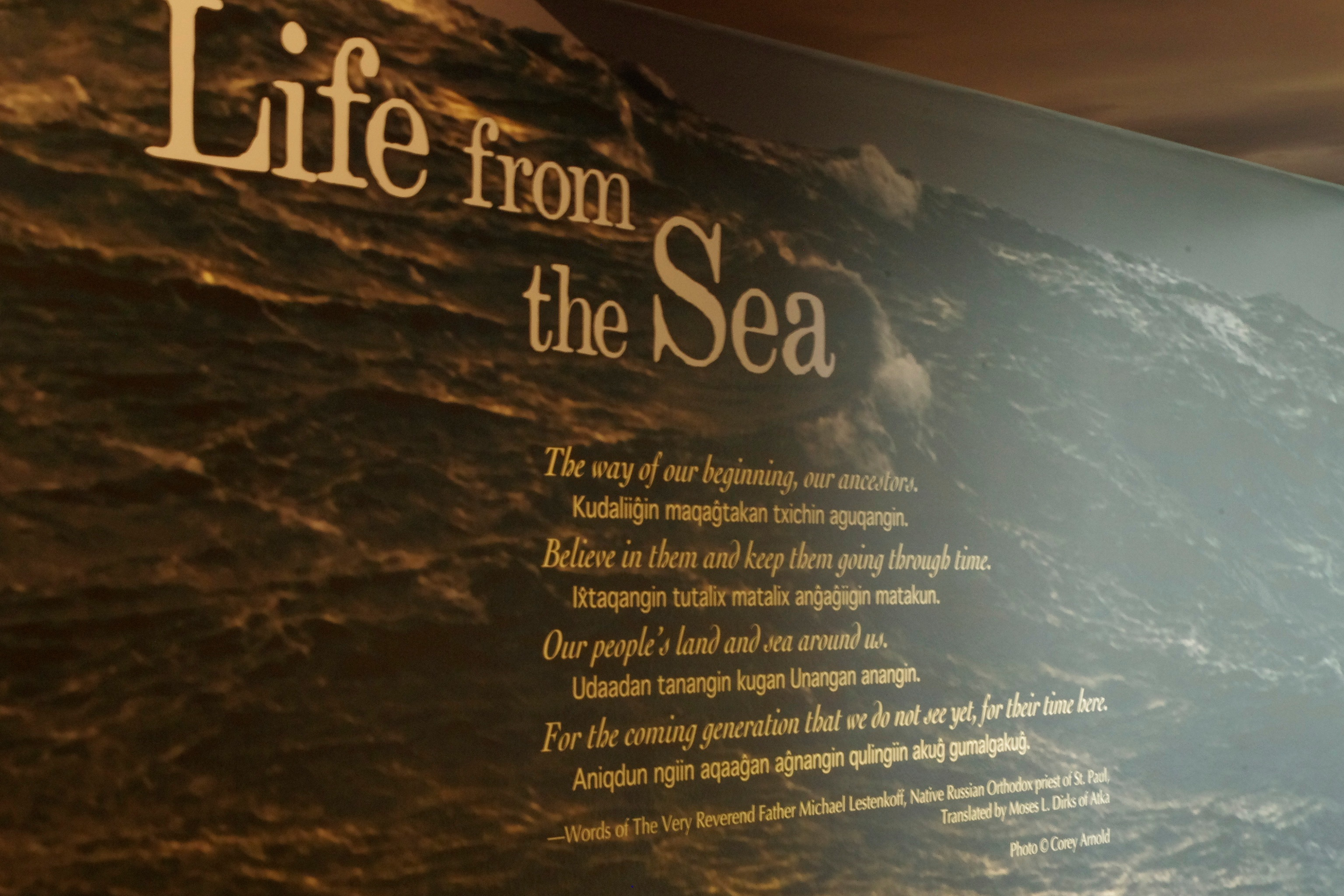
En tvåspråkig text

Aleutiska (eget namn Unangam Tunuu), eller unangax, är ett språk i familjen eskimåisk-aleutiska språk. Språket talas på Aleuterna, Pribiloföarna och Kommendörsöarna av 490 personer. Språket anses vara hotat.. Aleutiska har erkänts som ett officiellt språk i Alaska sedan 2014.
Språket kan skrivas med både latinska och kyrilliska alfabetet.

## Dialekter
Aleutiska utgör tillsammans med de eskimåspråken yupik och inuktitut språkfamiljen eskimåisk-aleutiska språk. De huvudsakliga dialektgrupperna är östlig och västlig aleutiska.

## Fonologi

### Konsonanter
I diagrammet nedan visas de konsonantiska fonemen i de olika aleutiska dialekterna. På första raden i varje cell ges fonemet med IPA-transkription och på andra raden med aleutisk transkription. Kursiv stil används för att markera fonem inlånade från ryska eller engelska. Observera att en del av fonemen enbart förekommer i vissa aleutiska dialekter.
|             | Labial | Labial | Dental  | Dental | Alveolar  | Palatal | Palatal | Velar   | Velar  | Uvular | Uvular | Glottal |
| ----------- | ------ | ------ | ------- | ------ | --------- | ------- | ------- | ------- | ------ | ------ | ------ | ------- |
| Klusil      | /p/ p  | /b/ b  | /t/ t   | /d/ d  | /t̺͡s̺/ tʳ*  | /tʃ/ ch |         | /k/ k   | /g/ g  | /q/ q  |        |         |
| Frikativa   | /f/ f  | /v/ v* | /θ/ hd† | /ð/ d  |           | /s/ s   | /z/ z‡  | /x/ x   | /ɣ/ g  | /χ/ x̂  | /ʁ/ ĝ  |         |
| Nasal       | /m̥/ hm | /m/ m  | /n̥/ hn  | /n/ n  |           |         |         | /ŋ̥/ hng | /ŋ/ ng |        |        |         |
| Lateral     |        |        | /ɬ/ hl  | /l/ l  |           |         |         |         |        |        |        |         |
| Approximant | /ʍ/ hw | /w/ w  |         |        | /ɹ/,/ɾ/ r | /ç/ hy  | /j/ y   |         |        |        |        | /h/ h   |

* Enbart i attuan. (/v/ även i lånord)
† Enbart östlig aleutiska
† Enbart i atkan och i lånord
Enligt Taff et al. (2001, p. 234) så gör modern östlig aleutiska inte längre skillnad på tonande och tonlösa fonem vad gäller nasaler, sibilanter och approximanter.

### Vokaler
Aleut har sex vokalfonem: de korta vokalerna /i/, /a/ och /u/ samt deras långa motsvarigheter /iː/, /aː/ och /uː/. Dessa representeras i skrift av i, a, u, ii, aa och uu.

## Lexikon
Exempel på enkla fraser:
| Aleutiska   | Svenska     |
| ----------- | ----------- |
| Aang!       | Hej!        |
| Qilax̂!      | Godmorgon!  |
| Iĝamanakuq? | Jag mår bra |
| Alqutat?    | Hur mår du? |